# Dryophiops philippina
Dryophiops philippina är en ormart som beskrevs av Boulenger 1896. Dryophiops philippina ingår i släktet Dryophiops och familjen snokar. IUCN kategoriserar arten globalt som sårbar. Inga underarter finns listade i Catalogue of Life.
Arten förekommer i nästan hela Filippinerna. Den vistas i kulliga områden. Habitatet utgörs av fuktiga skogar och av angränsande kulturlandskap. Individerna klättrar främst i träd och de jagar mindre ödlor. Honor lägger ägg.